# Cylindrotoma trichophora
Cylindrotoma trichophora är en tvåvingeart som beskrevs av Alexander 1972. Cylindrotoma trichophora ingår i släktet Cylindrotoma och familjen mellanharkrankar. Inga underarter finns listade i Catalogue of Life.